# Sex/Life
Sex/Life est une série télévisée américaine en quatorze épisodes d'environ 50 minutes créée par Stacy Rukeyser et mise en ligne les 25 juin 2021 et 11 avril 2023 sur la plateforme Netflix. La distribution se compose principalement de Sarah Shahi, Mike Vogel, Adam Demos et Margaret Odette.

## Synopsis
Quand Billie Connelly se remémore de ses souvenirs, elle se retrouve coincée dans un triangle amoureux entre son mari et son ancien partenaire.
Succombera-t-elle à ses vieux fantasmes ou restera-t-elle sagement dans sa vie de mère de famille ?

## Distribution

### Acteurs principaux
- Sarah Shahi (VF : Charlotte Marin) : Billie Connelly
- Mike Vogel (VF : Jean-Pierre Michaël) : Cooper Connelly
- Adam Demos (VF : Stanislas Forlani) : Brad Simon
- Margaret Odette (VF : Géraldine Asselin) : Sasha Snow

### Acteurs récurrents
- Phoenix Reich (VF : Lucille Boudonnat) : Hudson Connelly
- Jonathan Sadowski (VF : Guillaume Lebon) : Devon
- Li Jun Li (VF : Véronique Picciotto) : Francesca
- Amber Goldfarb (VF : Olivia Dutron) : Trina
- Meghan Heffern (VF : Frédérique Marlot) : Caroline
- Joyce Rivera (VF : Isabelle Desplantes) : Olga
- Craig Bierko (VF : Constantin Pappas) : Mike
- Cleo Anthony (VF : Baptiste Marc) : Kam
- Darius Homayoun (VF : Romain Altché) : Magid
- Dylan Bruce (VF : Jérémy Bardeau) : Spencer
- Wallis Day (VF : Dorothée Pousséo) : Gigi

### Invités
- Jennifer Dale (VF : Olivia Dutron) : Mme Mann
- Hrant Alianak : M. Mann
- Hannah Galway (VF : Anne-Laure Gruet) : Emily
- Alex Paxton-Beesley (VF : Camille Donda) : Judy
- Lauren Collins (VF : Fily Keita) : Brenda
- Paris Jefferson (VF : Blanche Ravalec) : Elise
- Krista Morin : Karen

Version française
- - Société de doublage : Cinéphase
  - Direction artistique : Coco Noël
  - Adaptation des dialogues : Rachel Campard et Mirentxu Pascal d'Audaux

 Source et légende : version française (VF) sur RS Doublage

## Production

### Développement
Le 19 août 2019, Netflix commande la série dramatique de Stacy Rukeyser.
Le 27 septembre 2021, la série est renouvelée pour une deuxième saison.
Le 7 avril 2023, Netflix annonce l'annulation de la série après deux saisons.

### Attribution des rôles
Le 30 janvier 2020, Sarah Shahi a obtenu le rôle principal de Billie Connelly.
Le 5 mars 2020, il est annoncé que Adam Demos, Mike Vogel et Margaret Odette ont été engagés dans les rôles principaux.
En février 2022, la production ajoute à la distribution de la deuxième saison : Craig Bierko, Cleo Anthony, Darius Homayoun, Dylan Bruce et Wallis Day.

### Tournage
Le tournage a lieu à Toronto en Ontario au Canada du 31 août au 10 décembre 2020.

### Fiche technique
Sauf indication contraire, les informations mentionnées dans cette section peuvent être confirmées par la base de données cinématographiques IMDb,  présente dans la section « Liens externes ».
- Titre original et français : Sex/Life
- Création : Stacy Rukeyser
- Casting : Denise Chamian
- Réalisation : Stacy Rukeyser
- Scénario : Stacy Rukeyser et Jamie Dennig, d'après le roman "44 Chapters About 4 Men" de BB Easton
- Musique : Mark Isham
- Direction artistique : Britt Doughty
- Décors : Liesl Deslauriers
- Costumes : Avery Plewes
- Photographie : n/a
- Montage : Janet Weinberg et Kelly Soll
- Production : n/a
- Société de production : Demilo Productions
- Société de distribution : Netflix
- Pays d'origine :  États-Unis
- Langue originale : anglais
- Genre : comédie dramatique
- Nombre de saisons : 2
- Nombre d'épisodes : 14
- Durée : 44 à 56 minutes
- Dates de première diffusion :
  - Monde : 25 juin 2021 sur Netflix

## Épisodes

### Première saison (2021)
La saison de huit épisodes a été mise en ligne le 25 juin 2021 sur Netflix, et ne contient pas de titres francophones.
1. The Wives Are in Connecticut
2. Down in the Tube Station at Midnight
3. Empire State of Mind
4. New New York
5. The Sound of the Suburbs
6. Somewhere Only We Know
7. Small Town Saturday Night
8. This Must Be the Place

### Deuxième saison (2023)
Elle a été mise en ligne le 2 mars 2023.
1. Welcome to New York
2. Georgia on My Mind
3. Seasons of Love
4. The Weakness in Me
5. Future Starts Today
6. Heavenly Day